# Anton Nemilov
Anton Vitalievich Nemilov (1879-1942) est un histologue soviétique.
Étudiant de l'histologue et embryologiste Alexandre Dogiel, il est professeur à l'Institut agricole de Saint-Pétersbourg et vice-recteur chargé des affaires académiques à l'université d'État de Saint-Pétersbourg de 1925 à 1929 ; ses recherches étaient spécialisées dans le fonctionnement hormonal des organes sexuels.
Anton Nemilov a contribué à la neuromorphologie, à l'histophysiologie et à l'histologie des glandes endocrines, ainsi qu'à la méthodologie et aux méthodes d'enseignement de l'histologie dans l'histoire de l'Université d'État de Leningrad et de l'Institut agricole de Leningrad. Il a également participé à la défense de Leningrad assiégée en 1941-1942, en tant que l'un des dirigeants de l'université d'État de Leningrad.

## Œuvres
- La Tragédie biologique des femmes, 1925